# Крушево (Косово)
Кру́шево (серб. Крушево / Kruševo; алб. Krushevë) — село в южной Метохии. Согласно административно-территориальному делению автономного края Косово и Метохия (в составе Сербии) село относится к общине Гора Призренского округа; согласно административно-территориальному делению частично признанной Республики Косово село относится к общине Драгаш Призренского округа.

## Общие сведения

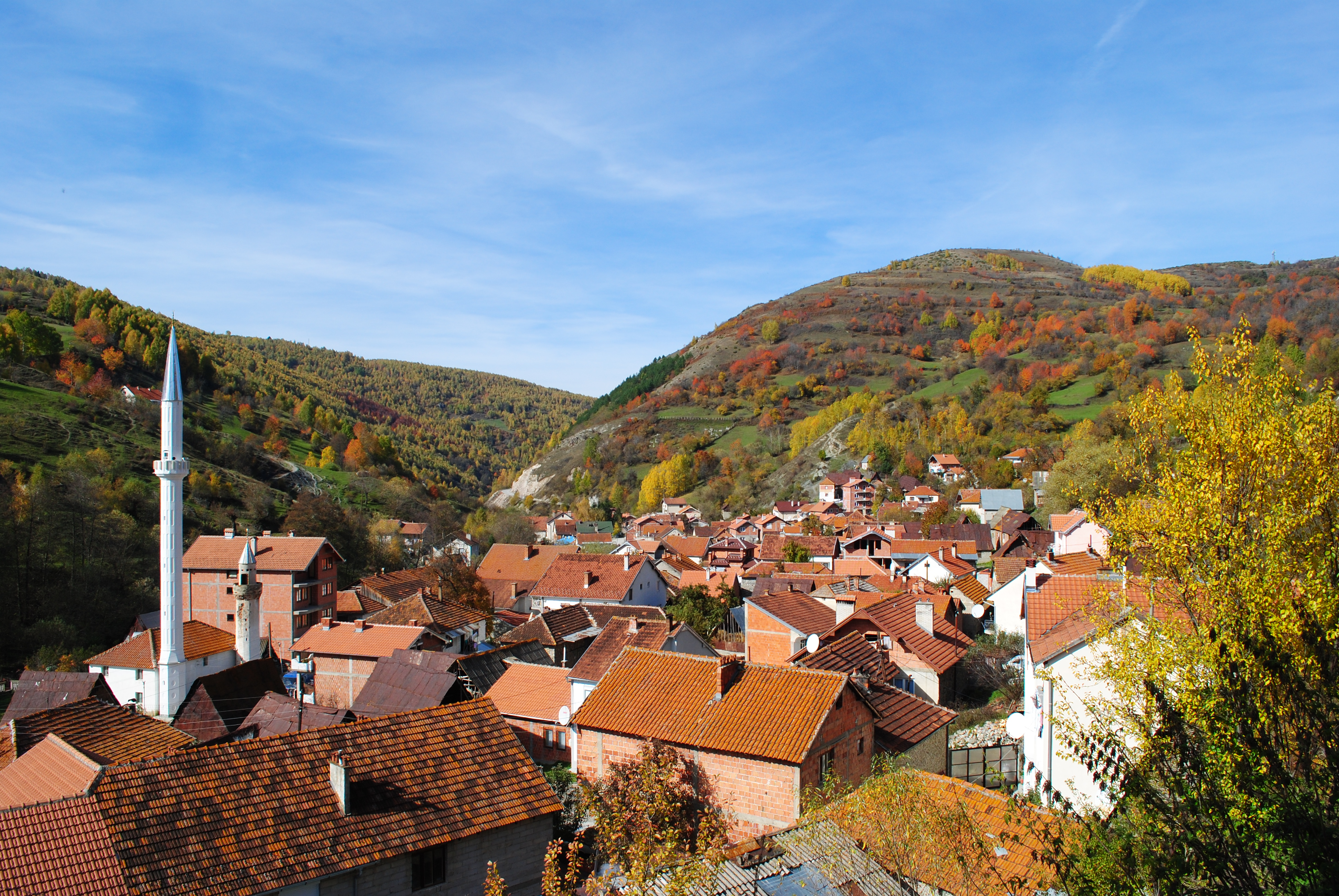
Село Крушево

Численность населения по данным на 2011 год — 857 человек (из них мужчин — 434, женщин — 423).
Село Крушево расположено в исторической области Гора, жители села — представители исламизированной южнославянской этнической группы горанцев (в переписи 2011 года 411 человек указали своей национальностью горанскую, 372 человека — боснийскую), кроме того, в Крушеве живут албанцы (34 человека), турки (21 человек) и один представитель цыган. В качестве родного языка во время переписи жители Крушева указали боснийский (444 человека), сербский (96 человек), албанский (30 человек) и турецкий (20 человек), другой язык (помимо сербского, боснийского, албанского, турецкого и цыганского) указали 261 человек. Гражданами Косова согласно переписи 2011 года являются 824 жителя, гражданами Сербии — 14 жителей, один житель — гражданин Хорватии. Почти всё население Крушева исповедует ислам.
Динамика численности населения в Крушеве с 1948 по 2011 годы:
| Численность населения | Численность населения | Численность населения | Численность населения | Численность населения | Численность населения | Численность населения |
| 1948                  | 1953                  | 1961                  | 1971                  | 1981                  | 1991                  | 2011                  |
| --------------------- | --------------------- | --------------------- | --------------------- | --------------------- | --------------------- | --------------------- |
| 281                   | 319                   | 377                   | 513                   | 645                   | 738                   | 857                   |

Через село проходит автомобильная дорога из Драгаша в Рестелицу.

## История
В 1914 году на территории Македонии проводил научные исследования российский лингвист А. М. Селищев. На изданной им в 1929 году этнической карте региона Полог населённый пункт Крушево был указан как болгарское село.
В 1916 году во время экспедиции в Македонию и Поморавье село Крушево посетил болгарский языковед С. Младенов, по его подсчётам в селе, которое он отнёс к болгароязычным, в то время было около 80 домов.
Албанское население в Крушеве появилось недавно — в середине XX века — албанцы переселились в горанские деревни Крушево и Рестелицу из соседней Албании.

## Памятники архитектуры
В районе Крушева (на холме Хисариште) находятся развалины древней каменной крепости — остатки стен и остатки фундамента башен четырёхугольной формы.